# Colom cuabarrat septentrional
El colom cuabarrat septentrional (Patagioenas fasciata) és una espècie d'ocell de la família dels colúmbids (Columbidae) que l'oest de Nord-amèrica i Amèrica Central.

## Hàbitat i distribució
Cria als boscos des del sud-oest de la Colúmbia Britànica (incloent l'illa de Vancouver), cap al sud, a través de les muntanyes (i localment terres baixes costaneres) de Washington, Oregon, Califòrnia i extrem occidental de Nevada fins al sud de Baixa Califòrnia, i des del sud de Nevada, Arizona, centre d'Utah, Colorado, Nou Mèxic i oest de Texas, cap al sud, a través de les muntanyes de Mèxic, Guatemala, El Salvador i Hondures fins al nord de Nicaragua. Les poblacions septentrionals viatgen acp al sud en hivern 

## Taxonomia
Molts autors consideren aquesta espècie formada per sis subespècies. Modernament, alguns autors han format amb tres d'elles una espècie diferent, Patagioenas albilianea, quedant Patagioenas fasciata reduïda a les altres tres subespècies:
- P. f. monilis (Vigors, 1839). Des de Colúmbia Britànica fins California.
- P. f. fasciata (Say, 1822). Des de Utah, Colorado i Texas fins Amèrica Central
- P. f. vioscae (Brewster, 1888). A les muntanyes de l'extrem meridional de Baixa Califòrnia.